# Petra Brylander
Petra Victoria Therésa Brylander, född 8 november 1970 i Kalix, är en svensk skådespelare, regissör och teaterchef.

## Biografi
Brylander började i ungdomen med statistroller på Norrbottensteatern i Luleå och studerade 1992–1995  på Teaterhögskolan i Malmö. Hon var därefter verksam vid Helsingborgs stadsteater och Dramatiska teaterkompaniet i Malmö. Från 2001 har hon varit verksam på Malmö stadsteater, där hon haft bärande roller i bland annat Revisorn, Antigone, Bubblorna i bäcken, Den ärlige lögnaren och Så tuktas en argbigga. Under 2007 framförde hon där monologen Livet kom så plötsligt, vilken porträtterar en kvinna med Aspergers syndrom.
Sedan den 1 juli 2007 har hon varit chef för Malmö stadsteater, ett chefskap som fram till den 4 september 2014 delades med Jesper Larsson. I augusti 2016 tillträdde hon som chef för Uppsala stadsteater. Från och med juni 2024 tillträdde hon återigen som chef för Malmö stadsteater.

## Medverkan i film och TV
- 2013 – Wallander – Sorgfågeln
- Emblas hemlighet (TV-serie, 2006)
- Wallander (2005–2006)
- Doxa (2005)
- Dödssyndaren (2005)
- Villospår (TV, 2001)
- Fru Marianne (TV, 2001)
- Bondånger (TV, 1997-1998)
- Jägarna (1996)
- Stora och små män (1995)

## Teater

### Roller (ej komplett)
| År   | Roll         | Produktion                                                               | Regi             | Teater                   |
| ---- | ------------ | ------------------------------------------------------------------------ | ---------------- | ------------------------ |
| 1996 | Lady Macbeth | Macbeth William Shakespeare                                              | Joachim Siegård  | Norrbottensteatern       |
| 2000 | Judith       | Journal: Ronald Akkerman (Dossier: Ronald Akkerman) Suzanne van Lohuizen | Jörgen Düberg    | Helsingborgs stadsteater |
| 2001 |              | Temperance Staffan Göthe                                                 | Wilhelm Carlsson | Malmö Dramatiska Teater  |
| 2002 |              | Antigone (Αντιγόνη) Sofokles                                             | Johan Bernander  | Malmö Dramatiska Teater  |
| 2005 |              | Tartuffe/Bedragaren (Tartuffe, ou l'Imposteur) Molière                   | Ragnar Lyth      | Malmö Dramatiska Teater  |
| 2005 | Ellida       | Kvinnan från havet (Fruen fra havet) Henrik Ibsen                        | Olof Lindqvist   | Malmö Dramatiska Teater  |
| 2015 | Medverkande  | En ny revy Valle Westesson                                               | Hans Marklund    | Malmö Stadsteater        |
| 2021 |              | Rann heter egentligen något annat Staffan Göthe                          | Carolina Frände  | Uppsala stadsteater      |

### Regi (ej komplett)
| År   | Produktion           | Upphovsmän      | Teater              |
| ---- | -------------------- | --------------- | ------------------- |
| 2019 | Låt oss lustiga vara | Petra Brylander | Uppsala stadsteater |